# Prestige (lingvistik)
Prestige är inom sociolingvistik det positiva värdeomdöme som vissa språk, språkliga varieteter eller språkdrag åtnjuter i jämförelse med sådana med mindre prestige.
De språkdrag som åtnjuter hög prestige är ofta sådana som av språkbrukarna anses höra till standardspråket, eller som på annat sätt associeras med utbildning, makt eller inflytande. I vissa fall kan motsatt fenomen observeras, där talare tar efter språkdrag som inte tillhör standardspråket, som anses ”felaktiga”, eller på något annat sätt anses ha låg status bland många talare.
Prestige är en faktor som ofta leder till olika typer av språklig förändring. Det kan leda till att talare lånar ord från ett språk med högre prestige, eller växlar språk helt och hållet.